# Tihomir Blaškić
Tihomir Blaškić, poznat kao i Tihofil, (Brestovsko, Kiseljak, 2. novembar 1960) bivši je načelnik štaba HVO u Mostaru, a zbog počinjenih zločina tokom rata u BiH Haški tribunal ga je 2000. godine osudio na višegodišnju zatvorsku kaznu.

## Vojna karijera
Blaškić je bio aktivni vojni oficir koji je 1983. završio Vojnu akademiju u Beogradu. Na početku svoje karijere je bio kapetan u JNA a za vrijeme rata u BiH imao je čin pukovnika i bio komandant HVO u Operativnoj zoni Srednja Bosna. Otprilike od augusta 1993. imao je čin generala i nalazio se na položaju načelnika štaba HVO u Mostaru.

## Ratni zločini
Tihomir Blaškić je optužen na osnovu individualne krivične odgovornosti i po komandnoj odgovornosti za zločine koje su hrvatske snage počinile od maja 1992. do januara 1994. nad Bošnjacima tokom etničkog čišćenja Lašvanske doline, što uključuje zločine protiv čovječnosti (član 5 – progoni na političkoj, rasnoj ili vjerskoj osnovi), teške povrede Ženevskih konvencija iz 1949. (član 2 – namjerno ubijanje, masovno razaranje imovine, nečovječno postupanje, uzimanje civila za taoce, nanošenje teških patnji), te kršenja ratnih zakona i običaja (član 3 – protivzakoniti napadi na civile i civilne objekte, razaranje vjerskih objekata, ubistva). U inicijalnoj optužnici "Lašvanska dolina" od 10. novembra 1995. je optužen zajedno sa još pet optuženika Darijem Kordićem, Marijem Čerkezom, Zlatkom Aleksovskim, Ivanom Šantićem i Perom Skopljakom, da bi se nakon presuda Dariju Kordiću i Mariju Čerkezu optužnica razdvojila.
Blaškić se dobrovoljno predao 1996. godine, a 2000. godine je osuđen na 45 godina po svim tačkama optužnice, da bi nakon žalbenog postupka bila izrečena konačna kazna od devet godina zatvora.

## Spoljašnje veze
- MKSJ: Druga izmijenjena optužnica u predmetu Blaškić
- MKSJ: Sažetak presuda Žalbenog vijeća u predmetu Blaškić
- MKSJ: Podaci o predmetu Blaškić